# Scotch Whisky Association
Die Scotch Whisky Association (SWA) ist eine Handelsorganisation, welche die Scotch-Whisky-Industrie vertritt. Die Scotch-Whisky-Industrie ist ein wichtiger Teil der Schottischen Wirtschaft und insbesondere des schottischen Exportmarkts.

## Struktur
Der Hauptsitz der SWA befindet sich im Stadtteil Lauriston von Edinburgh, Schottland.

### Mitgliedschaft
Zu den Mitgliedern gehören:
- Diageo
- Chivas Brothers
- John Dewar & Sons
- Drambuie Liqueur Company
- The Edrington Group
- William Grant & Sons
- Whyte and Mackay
- John Haig
- Highland Distillers
- Scotch Malt Whisky Society
- Beam Suntory
- William Teacher & Sons
- John Walker & Sons

Von diesen sind Diageo und Chivas Brothers die größten.

## Zweck
Der erklärte Zweck der SWA ist die Förderung, der Schutz und die Vertretung der Interessen der Whisky-Industrie in Schottland und auf der ganzen Welt. Ähnlich wie die Portman Group setzt sie sich auch für einen verantwortungsvollen Umgang mit Alkohol ein, mit Kampagnen gegen übermäßigen Alkoholkonsum.

## Geschichte
Gegründet wurde sie am 17. April 1942. Sie wurde 1960 in eine Aktiengesellschaft umgewandelt. Die Mitglieder der SWA repräsentieren über 95 % der schottischen Whiskyproduktion, die über 2.500 Marken auf der ganzen Welt umfasst.
Die SWA führte eine erfolglose Anfechtung der Schottischen Regierung gegen die Mindestpreispolitik für Alkohol an, die im Alcohol (Minimum Pricing) (Scotland) Act 2012 verankert ist. Der Supreme Court of the United Kingdom entschied am 15. November 2017, dass das Gesetz nicht unverhältnismäßig zum erklärten politischen Ziel der Verringerung des Alkoholmissbrauchs und des übermäßigen Konsums sei und daher nicht gegen EU-Recht verstoße. Karen Betts, die Geschäftsführerin der SWA, sagte, dass der Verband „das Urteil des Obersten Gerichtshofs akzeptiert“.

## Errungenschaften
Scotch Whisky ist seit Jahrzehnten ein bedeutender Wirtschaftszweig mit einem Exportvolumen von 4,7 Milliarden Pfund im Jahr 2018, wie der Verband mitteilt. Der Whiskytourismus ist ein Nebeneffekt, da die Brennereien laut der Association of Leading Visitor Attractions die drittmeistbesuchten Attraktionen in Schottland sind. Im Jahr 2018 wurden rund 2 Millionen Besuche verzeichnet, ein Anstieg von 6,1 % gegenüber 2017 und ein Anstieg von 56 % im Vergleich zu 2010. Rund 68 Destillerien betreiben Besucherzentren in Schottland und weitere acht akzeptieren Besuche nach Vereinbarung. Hotels, Restaurants und andere Einrichtungen profitieren ebenfalls von den Millionen von Pfund, die von Touristen ausgegeben werden.
Laut Fiona Hyslop MSP, Kabinettsministerin für Kultur, Tourismus und auswärtige Angelegenheiten, ist der Tourismus ein echtes Plus für die Wirtschaft und vor allem in abgelegenen, ländlichen Gegenden von großem Wert. „Die schottische Regierung hat sich verpflichtet, mit Partnern wie der Scotch Whisky Association zusammenzuarbeiten, um unser touristisches Angebot zu erweitern und mehr Menschen zu ermutigen, unsere Brennereien zu besuchen“, fügte die Ministerin hinzu.

### Videoclips
- Interview mit Gavin Hewitt
- Ein hartes Jahr im Mai 2009
- Verbessertes Exportgeschäft im September 2008

### Nachrichten
- Sicheres Trinken im November 2009
- Branchenschutz im November 2009
- Schutz der Integrität der Industrie im Dezember 2007
- Eine Milliarde Flaschen exportiert im April 2007
- 981 Millionen exportierte Flaschen im April 2004